# David Gálvez Pintado
David Gálvez Pintado (26 de mayo de 1974) es un compositor, director de coro y director orquestal español.

## Biografía
Realiza sus estudios de piano, dirección de coro y composición en Valencia y más tarde se traslada a la Liszt Ferenc Zeneakademia de Budapest donde se diploma en dirección de coro, orquesta y composición estudiando con Éva Kollár, Judit Hajtyány, István Parkai, Gyula Fekete y Tamás Gál entre otros.

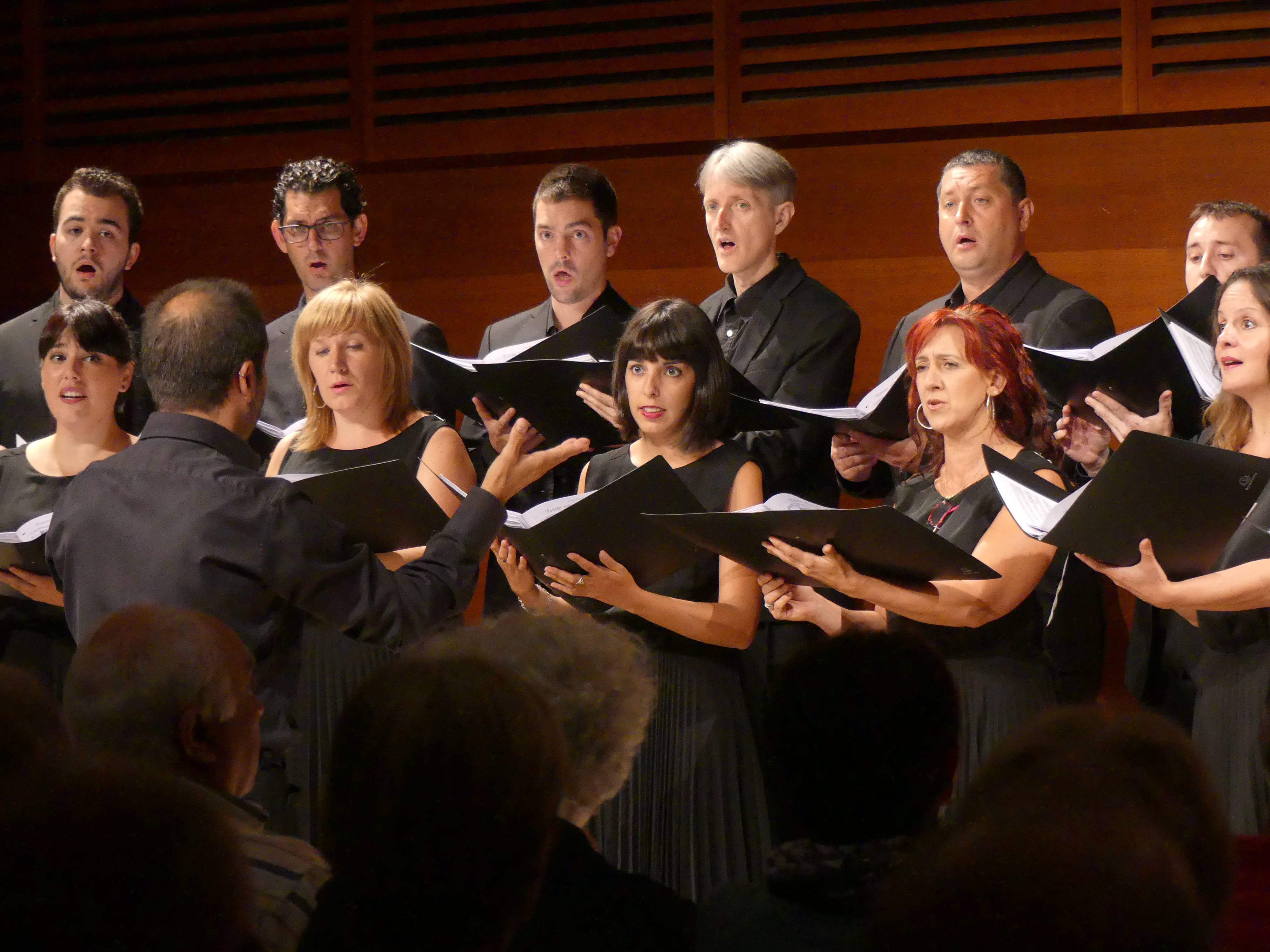
La Coral de Cámara de Pamplona, bajo la dirección de David Gálvez Pintado, en una actuación en la Quincena Musical de San Sebastián, en agosto de 2017.

Actualmente es el director Artístico y Musical de la Coral de Cámara de Pamplona desde 2013, agrupación que bajo su batuta ha sido galardonada en 2018 con el Premio Príncipe de Viana. Destaca su trabajo en la Coral no solo por la calidad que ha adquirido el grupo, también por la labor de recuperación de obras corales del siglo XX, especialmente la de los compositores en el exilio de los años 50, así como la atención a la música de vanguardia, la experimental y la de los siglos XVII y XVIII". Como maestro de coro, ha trabajado en importantes producciones de ópera y conciertos sinfónicos. Participa activamente de la actividad coral europea como jurado en certámenes, profesor de dirección coral y director invitado en numerosos cursos, concursos, simposios y conferencias en todo el mundo.
Como compositor destaca principalmente en el ámbito de la música coral. Sus obras han sido representadas en salas como el Carnegie Hall de Nueva York, Sala Juan de Salazar de Asunción (Paraguay), Salón Grande Centro Cultural San Marcos de Lima, Teatro Nacional de Panamá, Palau de la Música de Valencia, Palau de Les Arts “Reina Sofía”, Teatro Gayarre, etc.
Entre sus galardones destacan el Premio del Fórum Nacional de Músicos Húngaros por la mejor Interpretación de Música Contemporánea Húngara en 2001, el premio de los jóvenes directores de Europa Cantat, el Primer Premio y el accésit de los "Premis Cataluña de Composició Coral" en 2006 o el reconocimiento artístico como compositor durante 2007 por parte del Ministerio de Cultura/INAEM.
También ha sido el máximo responsable musical  de la Joven Orquesta y Coro de Centroamérica (JOCCA) desde su fundación en 2008.